# 橋本昌子
橋本 昌子（はしもと まさこ、1972年〈昭和47年〉5月3日 - ）は、フリーアナウンサー。TCP Artist所属。

## 略歴
- 兵庫県尼崎市出身。百合学院高等学校、帝塚山大学教養学部卒業後、1995年にテレビ山口（tys）にアナウンサーとして入社した。同期入社には伊賀透浩（現・宮崎放送）・小野礼子（現・フリー）がいる。
- 1999年にTBS「オールスター赤面申告!ハプニング大賞」受賞
- 2000年にTBSミュージックバトル（女子アナカラオケバトル）上位進出（ピンクレディー「サウスポー」、サザンオールスターズ「TSUNAMI」）。
- 2003年にTBS「オールスター赤面申告!ハプニング大賞」特別ゲスト出演
- 2003年にtysを退社、その後、大阪・岡山を中心に、フリーアナウンサー、リポーター、司会、ナレーターとして活動している。

## 人物
- 内閣総理大臣認可 社交ダンス教師資格をもっている。
- 弟がいる[1]。

## 現在の担当番組等
テレビ
- なないろ☆スパイス（テレビせとうち）
- おはよう朝日です（ABCテレビ）

コマーシャル
- ウエーブハウス（岡山市北区にある不動産屋）

## 過去の出演番組

### テレビ山口時代の担当番組
- tysニュース
- 食ingやまぐち
- かっぱちTVサタスパ!
- 新装開店サタスパ!
- おでかけ情報局!
- 生活空間Do!
- ちぐまや本舗
- まいど!
- 県民の広場

### その他
- ユタンポ（山陽放送）
- いきいきアグリ（山陽放送）
- イブニングDONDON（山陽放送）
- 明日どこいこ（ベイ・コミュニケーションズ）
- ほっとネット☆ベイコム（ベイ・コミュニケーションズ）
- ワク!どき!探検隊（テレビせとうち）
- あしたやかげにいってみよう（岡山県矢掛町CM）
- どようDEど〜よ（テレビせとうち）
- ＃ゴゴから！（FM香川）

＊アタック25